# Ибрахим Афелай
Ибрахим Афелай (на френски: Ibrahim Afellay, роден на 2 април, 1986 г. в Утрехт) е бивш нидерландски футболист от марокански произход. Играе като офанзивен полузащитник, но може да се изявява еднакво добре и по фланговете на атаката.

## Клубна кариера
Ибрахим Афелай започва да тренира футбол в аматьорския Елинквейк в родния си град Утрехт. Талантът му е забелязан и през 2003 г. на 17-годишна възраст преминава в гранда ПСВ. Официален дебют за „филипсите“ прави на 4 февруари 2004 г. в мач за Купата на Нидерландия срещу НАК Бреда, а дебюта му в Ередивиси е на 14 февруари същата година, срещу Твенте. На 15 май 2005 г. отбелязва първите си два гола в мач срещу Фейенорд. През сезон 2005-06, след напускането на титулярните полузащитници Йохан Фогел и Марк ван Бомел пред Афелай редовно се отваря шанса да бъде част от титулярния състав, при който младежът не разочарова и записва общо 23 мача през сезона в които отбелязва 2 гола. През 2007 г. печели наградата Йохан Кройф за футболен талант на годината. На 24 декември 2010 г. подписва договор с Барселона за срока от 4 години и половина за сумата от 3 млн. евро, с номер на гърба 20.

## Национален отбор
След отличните игри на Афелай логично идва признанието то нидерланската и мароканската футболни федерации които изпращат покани към футболиста да се включи в състава на националните им гарнитури. Младежът е изправен пред дилема коя от двете да избере и в крайна сметка избира тази на холандците. Първата си повиквателна получава на 8 октомври 2006 г. от треньора Марко ван Бастен за мачовете срещу Чехия и Македония, въпреки че не влиза в игра. Своя официален дебют за „лалетата“ прави на 28 март 2007 г. в квалификационен мач за Евро 2008 срещу отбора на Словения. Участник на Евро 2008 и Св. П. 2010 в ЮАР.

## Успехи
- Награда Йохан Кройф за футболен талант на годината – 2007